# Pražský summit NATO

Mapa členských států NATO

Pražský summit NATO v roce 2002 byl summit Severoatlantické aliance, který se konal v Pražském Kongresovém centru ve dnech 21.–22. listopadu 2002. Setkaly se na něm hlavy vlád a států členských zemí NATO. Na tomto setkání bylo sedm států přizváno k započetí vstupních rozhovorů s NATO. Jednalo se o Bulharsko, Estonsko, Litvu, Lotyšsko, Rumunsko, Slovensko a Slovinsko. Na summitu došlo též k opětovnému potvrzení politiky NATO po skončení Studené války a politiky otevřených dveří. Byla zde rovněž představena a posouzena koncepce Sil rychlé reakce NATO (NRF), speciálních mnohonárodních jednotek, s jejichž vytvářením se započalo v říjnu 2003. Připravenost NRF pak byla oficiálně ohlášena na summitu v Rize v roce 2006. Summit, který byl poprvé pořádán v zemi bývalého východního bloku, provázela rozsáhlá bezpečnostní opatření.

## Hlavní body summitu
- pozvánka k započetí vstupních rozhovorů s NATO pro Bulharsko, Estonsko, Litvu, Lotyšsko, Rumunsko, Slovensko a Slovinsko
- rozhodnutí o vytvoření Sil rychlé reakce NATO (NFR)
- potvrzení „politiky otevřených dveří“ do NATO pro demokratické evropské státy
- potvrzení aspirantů na členství Albánie, Chorvatska a Makedonie
- souhlas s Partnerským akčním plánem boje proti terorismu[2]
- dohoda o změně struktury velení aliance k posílení její operační schopnosti
- přijetí Pražských závazků ke schopnostem (PCC) neboli „přijetí závazků na nejvyšší úrovni vedoucí ke zlepšení operačních schopností“[3][4]
- přijetí koncepce obrany před kybernetickými útoky
- potvrzení další spolupráce s OSN, EU a OBSE
- podpora členských států na misi v Afghánistánu (ISAF)

Na tiskové konferenci po skončení summitu pak tehdejší prezident Spojených států amerických George W. Bush vyhlásil rozhodnutí o nutnosti likvidace veškerých zbraní hromadného ničení Saddáma Husajna ve společné akci s koalicí ochotných.